# Piaggio 1
Il Piaggio 1 è uno scooter elettrico prodotto dalla casa motociclistica italiana Piaggio dal 2021.

## Il contesto
Annunciato sul social network TikTok nella primavera del
2021 con la denominazione Piaggio One il veicolo viene presentato in anteprima mondiale al Salone di Pechino il 28 maggio e le vendite vengono avviate sul mercato europeo e su quello asiatico nel settembre dello stesso anno ribattezzato Piaggio 1. La produzione avviene a nello stabilimento di Pontedera per il mercato Europeo e in Cina nello stabilimento di Foshan (della joint venture Zongshen Piaggio) per il mercato cinese.
Si tratta del primo scooter della casa ad essere prodotto esclusivamente in versione elettrica e si posiziona più in basso in termini di prezzi e dimensioni rispetto alla Vespa Elettrica. Esteticamente possiede un design ispirato all’ultima generazione di Piaggio Zip, anch’essa prodotta in Cina e che gode di un buon successo su tale mercato. Lo scudo frontale possiede due fanali a LED, la pedana centrale è piatta e l’avviamento è di tipo keyless.
Il telaio del Piaggio 1 è di tipo monobraccio in acciaio altoresistenziale con elementi in lamiera stampata e monoammortizzatore idraulico all’anteriore e forcella telescopica mentre al posteriore è presente e un doppio ammortizzatore con forcellone; l’impianto frenante è composto da disco anteriore e posteriore entrambi da 175 mm. Le ruote sono da 10 pollici (250 mm). Solo la versione Active possiede la frenata combinata CBS.
L’interasse misura 1220 mm, la lunghezza complessiva è di 1680 mm mentre l'altezza della sella è pari a 770 mm. Il vano sottosella ospita la batteria e un casco full jet.

## Versioni
Il Piaggio 1 è disponibile in due versioni: la “base” e la “Active”.
La “base” omologata ciclomotore (guidabile a 14 anni come un cinquantino) possiede una velocità limitata a 45 km/h, il motore elettrico eroga una potenza di 1,2 kW e la batteria agli ioni di litio ha una capacità di 1,4 kWh che pesa 10 kg (85 kg è il peso totale del veicolo). L’autonomia omologato è pari a 55 km in modalità Eco e 43 km in Sport (ciclo WMTC).
La versione più potente “Active” eroga 2 kW di potenza ed è omologata per una velocità massima di 60 km/h, monta una batteria agli ioni di litio da 2,3 kWh che pesa 15 kg (94 kg il peso totale del mezzo). L’autonomia è di 85 km in modalità Eco e 66 km in modalità Sport nel ciclo di omologazione WMTC.
Tutti i modelli dispongono di batteria estraibile ricaricabile in sei ore (con tensione di 220 V) con efficienza fino a 800 cicli di ricarica completi; oltre gli 800 cicli conserva il 70% della sua capacità. Di serie il sistema di recupero dell’energia cinetica (KERS, Kinetic Energy Recovery System), che ricarica la batteria nelle fasi di decelerazione.